# Lambermontakkoord
Het Lambermontakkoord is in België de verzamelnaam voor drie politieke akkoorden die in 2000-2001 werden gesloten over de verdere aanpassing van de federale staatsinrichting. Het is de vijfde staatshervorming sinds 1970. De naam is afgeleid van de Lambermontstraat waar de akkoorden in de ambtswoning van de eerste minister tot stand kwamen.
De drie akkoorden werden gesloten door de zes regeringspartijen (Vlaamse en Franstalige liberalen, socialisten en groenen) en de Volksunie. Binnen die laatste partij rees evenwel verzet tegen de akkoorden en weigerde de helft van de Kamerfractie de wetsontwerpen erover goed te keuren. Voor de goedkeuring zocht en vond de Regering-Verhofstadt I steun bij de PSC (Franstalige christendemocraten), in ruil voor de toezegging van extra geld aan het vrij (katholiek) onderwijs van de Franse Gemeenschap en de belofte dat België het Kaderverdrag inzake de bescherming van nationale minderheden van de Raad van Europa zou ondertekenen.

## De akkoorden

### Het Hermesakkoord
Het Hermesakkoord van 5 april 2000 verruimde de bevoegdheid van de gewesten voor het landbouwbeleid en de buitenlandse handel aanzienlijk en stelde de opheffing van de Belgische Dienst voor Buitenlandse Handel (BDBH) in het vooruitzicht.

### Het Lambermontakkoord
Het (eigenlijke) Lambermontakkoord van 16 oktober 2000 :
- droeg de bevoegdheid voor de organisatie en werking van het lokale bestuur over aan de gewesten (Gemeentewet, Provinciewet, gemeentelijke en provinciale kieswet, kerkfabrieken, agglomeraties en federaties met uitzondering van de politie en de brandweer). Volgens het akkoord mogen het Vlaams en het Waals Gewest bij de uitoefening van deze bevoegdheid geen afbreuk doen aan de wettelijke tegemoetkomingen aan de anderstalige inwoners in hun faciliteitengemeenten. Zij mogen ook de grenzen van de zes Vlaamse randgemeenten rond Brussel en van Voeren respectievelijk Komen-Waasten niet wijzigen. Het Brussels Hoofdstedelijk Gewest moet de tweetaligheid van het gewest en de waarborgen die de Vlamingen er hebben, respecteren.
- verhoogde de jaarlijkse dotatie die de gemeenschappen van het Rijk ontvangen en verruimde de fiscale bevoegdheid van de gewesten. De verruiming van de fiscale autonomie houdt in dat de gewesten volledig bevoegd werden voor elf belastingen, waaronder het kijk- en luistergeld, de successierechten, de onroerende voorheffing, de registratierechten, de verkeersbelasting, de belasting op inverkeerstelling (BIV) en het eurovignet. Bovendien kunnen ze, binnen bepaalde grenzen, op de personenbelasting een korting toestaan, een toeslag (opcentiemen) heffen of, aansluitend bij hun bevoegdheden, een belastingvermindering of -vermeerdering invoeren. De Vlaamse Belastingdienst is hierdoor ontstaan.
- bepaalde daarnaast nog dat per 1 januari 2004 ‘delen’ van ontwikkelingssamenwerking die bij hun bevoegdheid aansluiten naar de gewesten en gemeenschappen zouden worden overgeheveld.

### Het Lombard- of Brusselakkoord
Het Lombard- of Brusselakkoord van 28 april 2001 :
- verhoogde het aantal zetels in de Brusselse Hoofdstedelijke Raad (BHR) van 75 tot 89. Daarvan zijn er 17 bestemd voor de Vlamingen (de Nederlandse taalgroep), die sinds de verkiezingen van 1999 maar 11 zetels op 75 hadden.
- bepaalde dat de zes vertegenwoordigers van de Brusselse Vlamingen in het Vlaams Parlement, die daar voordien door de BHR werden afgevaardigd, vanaf 2004 rechtstreeks verkozen zullen worden.
- voorzag in maatregelen om te verhinderen dat het Vlaams Blok door een meerderheids- of dominante positie in de Nederlandse taalgroep de werking van de BHR zou verlammen, en in financiële steun aan de gemeenten van het Brusselse gewest die een Vlaamse schepen of OCMW-voorzitter aanstellen.

## De wetgeving
Het Lambermontakkoord kreeg uitvoering in twee bijzondere wetten van 13 juli 2001, met name:
- de bijzondere wet van 13 juli 2001 houdende overdracht van diverse bevoegdheden aan de gewesten en de gemeenschappen
- de bijzondere wet van 13 juli 2001 tot herfinanciering van de gemeenschappen en uitbreiding van de fiscale bevoegdheden van de gewesten

Daarnaast werden ook enkele gewone wetten gestemd betreffende het Brussels Hoofdstedelijk Gewest en de Duitstalige Gemeenschap en diverse samenwerkingsakkoorden tussen de federale overheid en de gewesten of tussen de gewesten onderling. De meeste wetsbepalingen werden op 1 januari 2002 van kracht.

## Politieke gevolgen
- Buiten de wetgeving en de financiering zelf hadden de lambermontakkoorden ook politieke gevolgen. De Toenmalige CVP voelde zich totaal verrast en verraden door de PSC (nu respectievelijk CD&V en cdH), wat er toe leidde dat de CD&V een Vlaamsere koers ging varen.
- De Lambermontakkoorden waren de aanleiding voor het uiteenvallen van de Volksunie, die uiteindelijk leidde naar het ontstaan van de N-VA.
- Evenals alle voorgaande staatshervormingen was deze staatshervorming niet volledig en droeg ze al de oorzaken in zich naar een volgende staatshervorming.